# رایوو یاروی
رایوو یاروی (انگلیسی: Raivo Järvi; ۲۳ دسامبر ۱۹۵۴ – ۱۷ ژوئن ۲۰۱۲) سیاستمدار، هنرمند و نماینده سابق مجلس اهل استونی بود.